# Теодорос Скілакакіс

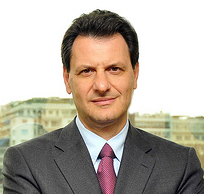
Теодорос Скілакакіс

Теодорос Скілакакіс (грец. Θεόδωρος Σκυλακάκης; нар. 18 жовтня 1959, Афіни) — грецький економіст і політик.
У 1981 році закінчив економічний факультет Афінського університету, потім отримав ступінь магістра ділового адміністрування в Університеті міста у Лондоні. Він був генеральним директором наукового центру, радником прем'єр-міністра Греції і міністра оборони. У 2003–2006 він обіймав посаду заступника мера Афін, відповідав за фінанси та організацію літніх Олімпійських ігор 2004. З 2005 по 2006 рік очолював міську організацію економічного розвитку і туризму. У 2006 році він став генеральним секретарем з питань розвитку співробітництва та міжнародних економічних відносин Міністерства закордонних справ.
На виборах у 2009 році отримав місце депутата Європейського парламенту (від Нової демократії). У 2010 році він був одним із засновників Демократичного альянсу, а у 2012 році став главою партії «Дія».